# 鳴海まい
鳴海 まい（なるみ まい、6月4日 - ）は、日本の女性声優。埼玉県出身。プロダクション・エース所属。

## 人物
特技は犬猫の鳴きまね、お箏、ピアノ、競技かるた、プログラミング。趣味はカフェラテ巡り、ハンバーガーを食べること、動画編集。
資格はCGクリエイター検定エキスパート、競技かるた初段、実用英語技能検定3級、日本漢字能力検定準2級、語彙・読解力検定準2級。

## 出演
太文はメインキャラクター。

### テレビアニメ
2019年
- 旗揚!けものみち（子供、ウェイトレス）

2022年
- 史上最強の大魔王、村人Aに転生する（女子生徒）
- 連盟空軍航空魔法音楽隊ルミナスウィッチーズ（ヴァージニア・ロバートソン）
- ラブライブ!スーパースター!!
- 異世界薬局（婦人3、学生）

2023年
- 神達に拾われた男2（フェデーレ）
- 神無き世界のカミサマ活動（教団員、信者、子供）
- 経験済みなキミと、経験ゼロなオレが、お付き合いする話。（女性生徒A、クラス代表、白河健、店員）
- 聖女の魔力は万能です（侍女）

2024年
- 疑似ハーレム（七倉綾香）

2025年
- 履いてください、鷹峰さん（女子生徒B）
- 忍者と殺し屋のふたりぐらし（抜け忍A、草隠アヤカ、校内放送）
- 盾の勇者の成り上がり Season 4（メイド）

### ゲーム
- アンノウンブライド（カーバンクル、マーナガルム）[1]
- Last Light（レナ）[1]
- 月ウサギのそだてかた（リン（水））[1]
- The Lord of the Parties（メイリン）[5]

### 吹き替え
- 声もなく（2020年、ムンジュ[6]）
- リトル・キャッツ 空飛ぶねこの大冒険[1]
- ハンター・エンジェルズ[1]
- iCarly (iカーリー)シーズン2〜3（ローズ、ポッター）[7][8]

### 舞台
- 朗読劇『シアター』（2023年[9]）
- 舞台『カルネアデスの感触』（2023年[10]）
- 朗読劇『カラフル』再演（2023年[11]）
- 舞台『異世界転生したら大恐竜時代でオワタ。』（2023年[12]）
- 朗読劇『東京怪獣物語』再演（2024年、ガルラ[13]）
- 朗読劇『初等教育ロイヤル』（2024年、田中さん[14]）
- 朗読xACT『アイディール・セミナー』（2024年、山田花子(リーディングキャスト)[15]）
- 朗読劇『赤ずきんVS青ずきん～仁義なき姉妹喧嘩～』（2025年、青ずきん[16]）
- 舞台『マグロ釣ってきます。たくあん買っておいてください。』（2025年、フレン[17]）
- 朗読xACT『アイディール・セミナー/2nd session』（2025年、山田花子(リーディングキャスト)[18]）
- 朗読劇『グリムプリンセスストーリー』（2025年、グリム姫[19]）
- 朗読xACT『アイディール・セミナー/Final session』（2025年、山田花子(リーディングキャスト)[20]）
- 舞台版『魔法少女（？）マジカルジャシリカ　♡アニメ版なんてありません♡』再再演[21]（2025年、）

### イベント
- 鳴海米収穫祭2023～よろこびのまい～（2023年6月10日、池袋mono。ゲスト： 結木美咲（1部）、古仲可奈（2部））
- 鳴海米収穫祭2024～したしみのまい～[22]（2024年6月2日、シアターマーキュリー新宿。ゲスト：白城もえの（昼ごはんの部）、 朝日みずき（昼ごはんの部）、古仲可奈（夜ごはんの部）、 結木美咲（夜ごはんの部））
- 鳴海米がち収穫祭2024～ほうさくのまい～[23]（2024年10月19日、稲刈りを含むバスツアー。ゲスト：古仲可奈、 結木美咲）
- なるおんえあ〜公開収録!てきな?イベントやっちゃいます‼︎〜[24]（2025年4月5日、池袋mono。ゲスト：古仲可奈、結木美咲）
- 鳴海米がち収穫祭2025！～英雄農民の田植え～[25]（2025年5月18日､オリーブパーク TOKYO。ゲスト：古仲可奈、結木美咲）
- 鳴海米収穫祭2025〜きらめきのまい〜[26]（2025年6月15日､SHIDAXカルチャーホール。ゲスト（昼ごはんの部）：白城もえの､ 実波真白、佐藤未奈子､阿保まりあ（夜ごはんの部）：古仲可奈､結木美咲）

### オーディオブック
- 『１話３分　こわい家、あります。　くらやみくんのブラックリスト』　（藍沢羽衣、小学館ジュニア文庫、配信日2023年12月1日）[27]
- 『１話３分　こわい家、あります。　くらやみくんのブラックリスト　２』　（藍沢羽衣、小学館ジュニア文庫、配信日2024年1月10日）[28]
- 『１話３分　こわい家、あります。　くらやみくんのブラックリスト　３』　（藍沢羽衣、小学館ジュニア文庫、配信日2024年2月1日）[29]

- 『銀色☆フェアリーテイル　１　あたしだけが知らない街』　（藍沢羽衣、小学館ジュニア文庫、配信日2024年1月10日）[30]
- 『銀色☆フェアリーテイル　２　きみだけに贈る歌』　（藍沢羽衣、小学館ジュニア文庫、配信日2024年2月1日）[31]
- 『銀色☆フェアリーテイル　３　夢、それぞれの未来』　（藍沢羽衣、小学館ジュニア文庫、配信日2024年3月1日）[32]

### 初出話一覧
1. 1 2  第6話初出
2. ↑  第7話初出
3. 1 2  第8話初出
4. 1 2  第1話初出
5. 1 2 3  第12話初出
6. 1 2  第4話初出
7. ↑  第5話初出
8. 1 2  第2話初出